# Riformisti e Democratici
Riformisti e Democratici (ReD) è stata un'associazione di cultura politica fondata da Massimo D'Alema, spesso indicata come struttura della corrente dalemiana del Partito Democratico.

## Storia
L'associazione nasce a Roma il 24 giugno 2008 come figlia della fondazione Italianieuropei di Massimo D'Alema, è stata, soprattutto inizialmente, criticata in modo aspro all'interno del Partito Democratico. Secondo i suoi detrattori l'associazione avrebbe avuto lo scopo di strutturare fisicamente la corrente facente capo a l'ex Presidente del Consiglio D'Alema.
A ottobre 2008, almeno secondo i promotori, avrebbe raccolto più di 3000 adesioni.
Il 4 novembre 2008 nasce RED TV (dalla collaborazione con Nessuno TV) che trasmette in streaming su Internet, in analogico attraverso un network di reti locali e in digitale nel bouquet di Sky.

## Iscritti
Tra gli iscritti all'associazione vi erano soprattutto personalità legate alla politica come lo stesso Massimo D'Alema e gli ex Ministri Pier Luigi Bersani, Paolo De Castro, Barbara Pollastrini e Livia Turco.